# Мужская сборная Болгарии по баскетболу
Мужская сборная Болгарии по баскетболу представляет Болгарию на международных соревнованиях. Болгарская федерация баскетбола — член ФИБА с 1935 года. Мужская сборная Болгарии 24 раза участвовала в финальных турнирах чемпионата Европы, 1 раз — в финальном турнире чемпионата мира, 4 раза — в Олимпийских турнирах. Среди достижений на международной арене выделяются 2-е место на чемпионате Европы 1957 года и 3-е — на чемпионате Европы 1961 года.

## Результаты

### Чемпионаты Европы
- 1935 — 8-е место
- 1947 — 8-е место
- 1951 — 4-е место
- 1953 — 9-е место
- 1955 — 4-е место
- 1957 — 2-е место
- 1959 — 5-е место
- 1961 — 3-е место
- 1963 — 5-е место
- 1965 — 5-е место
- 1967 — 4-е место
- 1969 — 7-е место
- 1971 — 6-е место
- 1973 — 6-е место
- 1975 — 5-е место
- 1977 — 6-е место
- 1979 — 11-е место
- 1985 — 8-е место
- 1989 — 7-е место
- 1991 — 8-е место
- 1993 — 16-е место
- 2005 — 13-е место
- 2007 — не квалифицировалась
- 2009 — 16-е место
- 2011 — 13-е место
- 2015 — не квалифицировалась
- 2017 — не квалифицировалась
- 2022 — 20-е место

### Чемпионаты мира
1959 — 7-е место

### Олимпийские турниры
1952 — 7-е место
1956 — 5-е место
1960 — 16-е место
1968 — 10-е место

### Универсиады
- 1957 —
- 1961 —

### Дружба-84
Соревнования «Дружба-84» по баскетболу — 5-е место

## Состав
| Перейти к шаблону «Состав сборной Болгарии по баскетболу» | Состав сборной Болгарии по баскетболу |  |

| Поз. | №  | Имя              | Дата рождения (возраст)   | Рост   | Клуб         |
| ---- | -- | ---------------- | ------------------------- | ------ | ------------ |
| ТФ   | 4  | Деян Иванов      | 18 марта 1986 (38 лет)    | 205 см | Монтегранаро |
| ТФ   | 5  | Калоян Иванов    | 18 марта 1986 (38 лет)    | 205 см | Аликанте     |
| РЗ   | 6  | Эрл Роуланд      | 18 мая 1983 (41 год)      | 191 см | ВЭФ          |
| АЗ   | 7  | Чавдар Костов    | 18 апреля 1988 (36 лет)   | 195 см | Кавала       |
| ЛФ   | 8  | Филип Виденов    | 12 июня 1980 (44 года)    | 197 см | Эдирне       |
| ЛФ   | 9  | Павел Маринов    | 12 июня 1988 (36 лет)     | 199 см | Академик     |
| РЗ   | 10 | Божидар Аврамов  | 8 марта 1990 (34 года)    | 195 см | Академик     |
| АЗ   | 11 | Златин Георгиев  | 22 мая 1985 (39 лет)      | 196 см | Левски       |
| ТФ   | 12 | Александр Янев   | 20 января 1990 (35 лет)   | 203 см | Черно море   |
| РЗ   | 13 | Асен Великов     | 11 января 1986 (39 лет)   | 185 см | Левски       |
| Ц    | 14 | Тенчо Банев      | 14 августа 1980 (44 года) | 207 см | Академик     |
| Ц    | 15 | Николай Вырбанов | 6 июня 1985 (39 лет)      | 210 см | Калев        |